# 천사의 투쟁
《천사의 투쟁》(영어: Iron Jawed Angels)은 미국에서 제작된 카탸 폰가르니어 감독의 2004년 시대극 영화이다. 힐러리 스왱크 등이 출연하였다.

## 출연진
- 힐러리 스왱크
- 프랜시스 오코너
- 줄리아 오먼드
- 앤젤리카 휴스턴
- 몰리 파커
- 로라 프레이저
- 로이스 스미스
- 비라 파미가
- 브룩 스미스
- 패트릭 뎀프시
- 마고 마틴데일
- 어딜라 반스
- 밥 건턴

## 기타 제작진
- 공동 제작: 제임스 빅우드
- 배역: 재닛 허션슨, 제인 젱킨스
- 미술: 노리스 스펜서
- 의상: 캐럴라인 해리스

## 같이 보기
- 서프레제트 (영화)